# 譴責
譴責（英語：Reprimand）是一種嚴厲或正式的責備，在不同的法律制度中以不同的形式出現。懲戒可能是由政府機構或專業管理委員會發佈的正式法律行動，也可能是由僱主或學校發出的一種行政警告。如果某人违反了释放命令或保释条件，法官可能会在法庭上对其进行谴责，并将其重新拘留。

## 英国
从 1998 年到 2013 年，英国规定 10 至 17 岁之前没有受到过谴责、最后警告或被法庭判定有罪的青少年可受谴责。这英国警察对承认自己首次犯有“轻微”罪行的年轻人给予的正式口头警告。
警方将这些受到训诫的青少年的详细情况转交给当地青少年犯罪调查小组。有时，年轻人会被介绍到青少年犯罪中心参加自愿项目，以帮助他们解决犯罪行为。
谴责和最后警告并非对针对者定罪，但属于受《罪犯改造法》条款的管辖的犯罪记录。 
由1998 年《犯罪与混乱法》第 65-66 条制定的谴责和最后警告，是一项用以警告17 岁及以下罪犯法定处置方式。  2002 年 11 月内政部/青少年司法委员会发布联合指南，为警察和青少年犯罪小组提供了有关该计划的指导。
作为2012 年《法律援助、判刑和惩罚罪犯法案》的一部分，英国当局与2013年重新引入针对青少年的警告制度，不再给予斥责和最后警告。